# Estela Bravo
Estela Bravo( Nueva York, Estados Unidos, 8 de junio de 1933 ) es una directora de cine de cine que reside en Cuba y se ha dedicado a realizar filmes documentales.
Hija de un activo sindicalista en Estados Unidos, un defensor de la España Republicana y un antifascista en la Segunda Guerra Mundial. Conoció en Europa a Ernesto Mario Bravo, un bioquímico argentino con quien se casó. Después de vivir ocho años en Argentina se radicaron en Cuba donde Ernesto es profesor de la Facultad de Medicina.

## Actividad profesional
Comenzó a filmar a los 47 años y lleva hechos más de 30 filmes  documentales que se refieren a eventos de América Latina, África, el Caribe y los Estados Unidos, que se han exhibido en muchos festivales de cine y estaciones de televisión.
Ha hecho documentales en Estados Unidos, Los que se fueron, referido a los cubanos que emigraron a Estados Unidos después del triunfo de la revolución fue su primer filme, en Nicaragua, Una bella misión, sobre los maestros cubanos que trabajan en lugares difíciles de ese país, en Granada, Maurice, referida al asesinato de Maurice Bishop y la invasión norteamericana, en Chile, El santo Padre y la Gloria, sobre la visita del Papa, en Argentina, Niños Desaparecidos de Argentina y Niños Encontrados de Argentina, entre otros. Estos  últimos toman un tema cercano a la vida de su esposo, quien estuvo desaparecido en 1951 durante la primera presidencia de Juan Domingo Perón originando movilizaciones populares que obligaron a hacerlo reaparecer.

## Filmografía
Directora
- Los que se fueron (1980)  58 minutos
- Una bella misión (1982) 36 minutos
- Cubans in Perú: Two years later (1982)  28 minutos
- Los marielitos  (1983)
- Maurice (1984) 25 minutos
- El Ballet Nacional de Cuba en Argentina  (1984)  21 minutos
- Silvio y Pablo en Argentina (1984) 38 minutos
- Niños desaparecidos de Argentina (1985)  28 minutos
- La hora del pueblo  (1985)  39 minutos
- El regreso a Chile (1986)
- Niños endeudados  (1987) 29 minutos
- El Santo Padre y la Gloria  (1987)  40 minutos
- Who’s Running the Show  (1987)  28 minutos
- Americans in Cuba  (1989) 43 minutos
- Namibia – la última colonia (1990)  32 minutos
- Después de la batalla (1991) 58 minutos
- Mandela en Cuba  (1991) 59 minutos
- Mandela visita Jamaica  (1991) 16 minutos
- Three Cubans Rafters  (1992) 81 minutos
- Flotilla a Cuba  (1993) 11 minutos
- Miami - La Habana  (1994)  52 minutos
- Los excluíbles cubanos (1994)  57 minutos
- Passing through Miami  (1997) 35 minutos
- Camp Kinderland in Havanna  (2000) 38 minutos
- Fidel (La historia no contada) (2001) 90 minutos
- El enlace Estados Unidos-Cuba (2003)
- Libre de volar (2004)
- Mandela y Fidel (2013) 33 minutos
- Operación Peter Pan (2013 )